# 美人国二人行脚

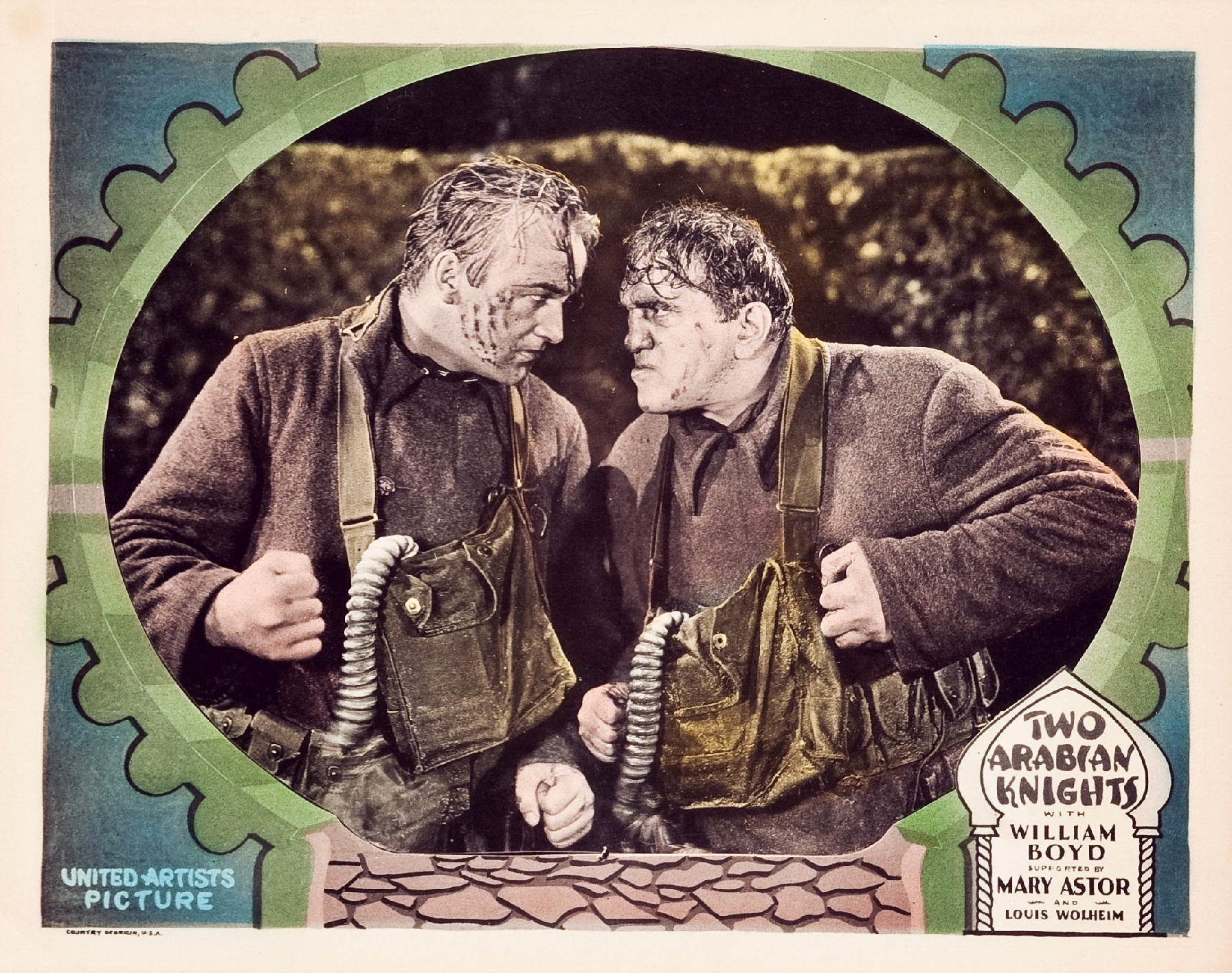
ロビーカード

『美人国二人行脚』（びじんこくににんあんぎゃ、原題: Two Arabian Knights）は、ルイス・マイルストン監督による1927年のアメリカ合衆国の映画である。

## キャスト

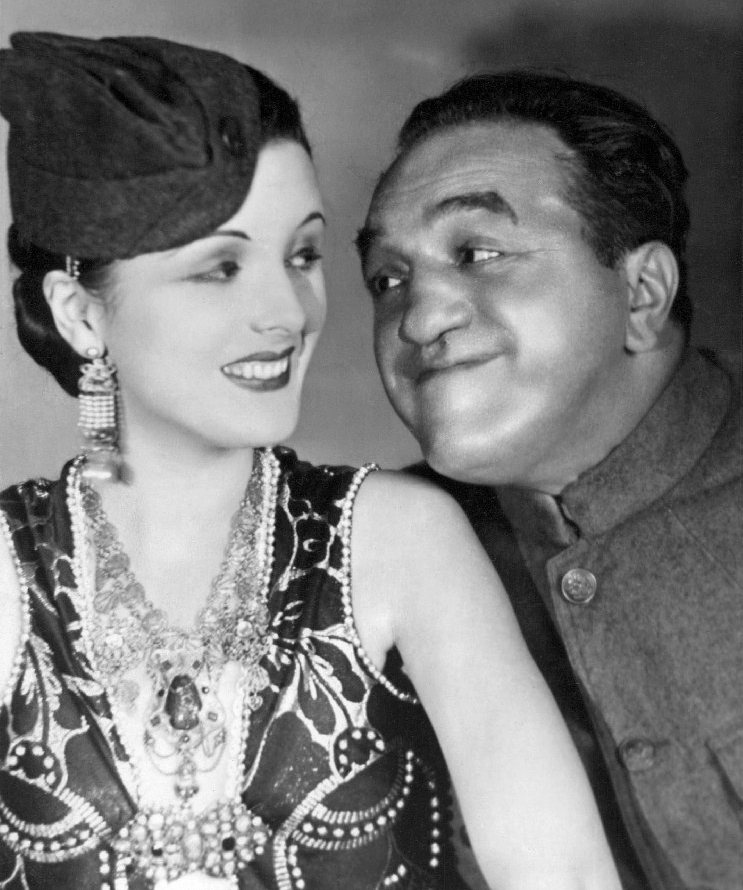
メアリー・アスターとルイス・ウォルハイム

- ウィリアム・ボイド
- メアリー・アスター
- ルイス・ウォルハイム
- ミカエル・ヴァヴィッチ
- イアン・キース
- デウィット・ジェニング
- マイケル・ヴィサロフ
- ボリス・カーロフ

## 評価
この作品により監督のルイス・マイルストンは第1回アカデミー賞喜劇監督賞を受賞した。